# Лантаноидна контракција
Лантаноидна контракција је израз у хемији којим се објашњава појава смањења јонског полупречника лантаноида, тј. елемената са атомским бројевима од 58 (церијум) до 71 (лутецијум). Наиме, пратећи правилности у Периодном систему елемената јонски полупречник елемената би требало да опада у периоди слева надесно. Узрок томе јесте повећање ефективног наелектрисања језгра. Код ових елемената, лантаноида, долази до одступања јонски полупречник је мањи од очекиваног, као и мањи од следећег у низу те периоде, хафнијума, са редним бројем 72.
Овај термин је први употребио Виктор Мориц Голдсмит, 1925. године.
Узрок лантаноидној контракцији јесте слабо заклањање језгра од стране 4f-електрона.
| Елемент                                       | Ce        | Pr     | Nd     | Pm     | Sm     | Eu     | Gd        | Tb     | Dy      | Ho      | Er      | Tm      | Yb      | Lu         |
| --------------------------------------------- | --------- | ------ | ------ | ------ | ------ | ------ | --------- | ------ | ------- | ------- | ------- | ------- | ------- | ---------- |
| Електронска конфигурација атома               | 4f15d16s2 | 4f36s2 | 4f46s2 | 4f56s2 | 4f66s2 | 4f76s2 | 4f75d16s2 | 4f96s2 | 4f106s2 | 4f116s2 | 4f126s2 | 4f136s2 | 4f146s2 | 4f145d16s2 |
| Електронска конфигурација Ln3+                | 4f1       | 4f2    | 4f3    | 4f4    | 4f5    | 4f6    | 4f7       | 4f8    | 4f9     | 4f10    | 4f11    | 4f12    | 4f13    | 4f14       |
| Јонски полупречник Ln3+ (pm) (координација 6) | 102       | 99     | 98,3   | 97     | 95,8   | 94,7   | 93,8      | 92,3   | 91,2    | 90,1    | 89      | 88      | 86,8    | 86,1       |